# Алексис Карел
 Алексис Карел (на френски: Alexis Carrel, 28 юни 1873 – 5 ноември 1944) е френски хирург, биолог и евгенист, нобелов лауреат.

## Биография
Роден в Сент-Фоа-ле-Лион, Лион, Карел учи в Лионския университет и получава медицинска степен през 1900 г. Практикува във Франция и в САЩ, в Чикагския университет и в Рокфелеровия институт за медицински изследвания (дн. Рокфелеровски университет). През 1912 г. е удостоен с Нобелова награда за физиология или медицина за приносите си за хирургическото зашиване на кръвоносни съдове и трансплантацията на кръвоносни съдове и органи.
Смята се за нееднозначна личност заради своите клерикални убеждения, евгенични идеи за неравенство на хората, сътрудничеството си с нацистите и с ултрадясната Френска народна партия.
Алексис Карел е член на научни дружества в САЩ, Испания, Русия, Швеция, Нидерландия, Белгия, Франция, Ватикана, Германия, Италия и Гърция.
Най-известната му книга е L'Homme, cet inconnu, публикувана за първи път през 1935 г.
Умира в Париж на 5 ноември 1944.